# 母师
母師，战国时期鲁国人。
母師是魯国九个儿子的寡母。臘日歲祀禮畢，召儿子们说自己要去娘家去帮助料理祭祀。她带着小儿子前去，作为夫死从子的表现，让儿媳妇在家守戶，自己傍晚回来。她办完事之后，回来的时候天色还早，她在闾巷口等到傍晚才回家。大夫问她原因，她说给儿媳说的是傍晚回来，如果早回去儿媳酒足醉飽，彼此尴尬。于是等到傍晚回家。大夫把她推荐给魯穆公，賜其尊號为母師。让她朝謁夫人，夫人諸姬都以她为師。